# 日本名
日本名（にほんめい）とは、日本で使われる名称または人名。
日本国民は、戸籍を作る際に必要。

## 使用例
自動車などの商品名で、日本向けと海外市場向けで別の名称が付けられることがある。
日本名：マツダ・アクセラ - 海外ではマツダ3
日本名：ジムニーシエラ - 海外ではスズキ・ジムニー

## 人名での使用
朝鮮、台湾はかつて日本統治下にあり、日本人の人名をつけることがあった。日本統治時代の朝鮮、日本統治時代の台湾も参照。